# Lajuk (Porong)
Lajuk is een bestuurslaag in het regentschap Sidoarjo van de provincie Oost-Java, Indonesië. Lajuk telt 4861 inwoners (volkstelling 2010).